# Ibn al-Akfani
Muhammad ibn Ibrāhīm ibn al-Akfani est un encyclopédiste et médecin arabe du XIVe siècle. Il est notamment connu pour son encyclopédie, le Iršād al-qāsid ilā asnā 'al-maqāsid.

## Biographie
Ibn al-Akfani est né en 1286 à Sinjar, en Irak et a vécu une grande partie de sa vie au Caire, en Égypte. Il a travaillé à l'hôpital Al-Mansuri. Il est mort en 1348 ou 1349 de la peste bubonique.
Il a écrit plusieurs ouvrages, au minimum 22 livres, dont la plupart étaient liés à la science, dont des ouvrages concernant la logique, la gemmologie, les mathématiques, l'astronomie, la médecine en général et l'ophtalmologie,.
Son œuvre la plus célèbre est une encyclopédie scientifique appelée Iršād al-qāsid ilā asnā 'al-maqāsid, où il examine 60 sujets avec des bibliographies et un glossaire de termes. Un autre de ses ouvrages, le Kitāb nuhab al-dahā'ir fī ahwāl al-jawāhir, traite des pierres précieuses.